# Museo y monumento Yogya Kembali
El Museo y monumento Yogya Kembali (en indonesio: Museum Monumen Yogya Kembali) conocido coloquialmente como Monjali, es un museo en forma de pirámide dedicado a la Revolución Nacional de Indonesia ubicado en la Región Especial de Yogyakarta, subdistrito Ngaglik, en el país asiático de Indonesia.
Los objetos expuestos incluyen 10 dioramas de los momentos clave en la revolución, los artefactos que quedan de la época colonial y la revolución, una lista de 420 revolucionarios que fueron asesinados entre el 19 de diciembre de 1948 y el 29 de junio de 1949, así como una sala conmemorativa.